# 누각

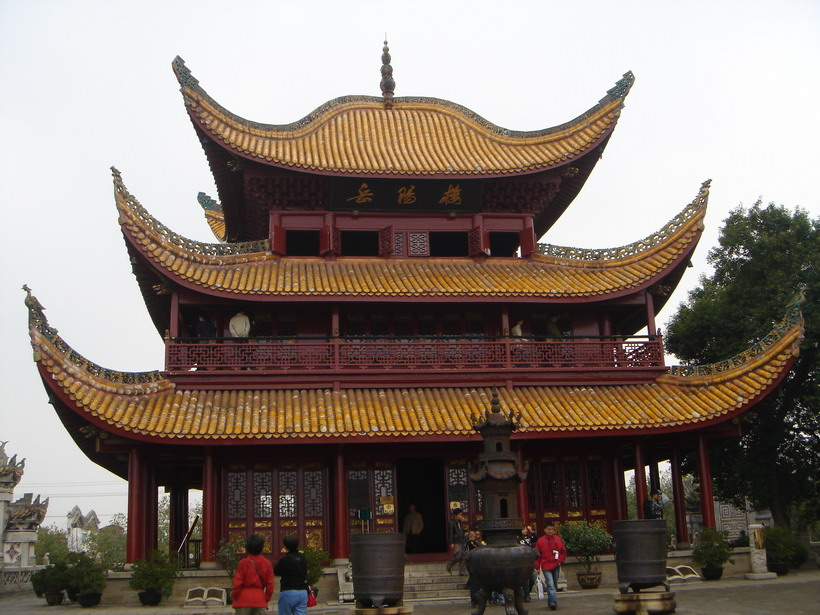
중국 후난성 웨양시에 있는 악양루.

누각(樓閣, 문화어: 루각)은 조망을 위하여 여러 층으로 짓는 동아시아 전통의 건축물이다. 정자보다는 크다.

## 역사

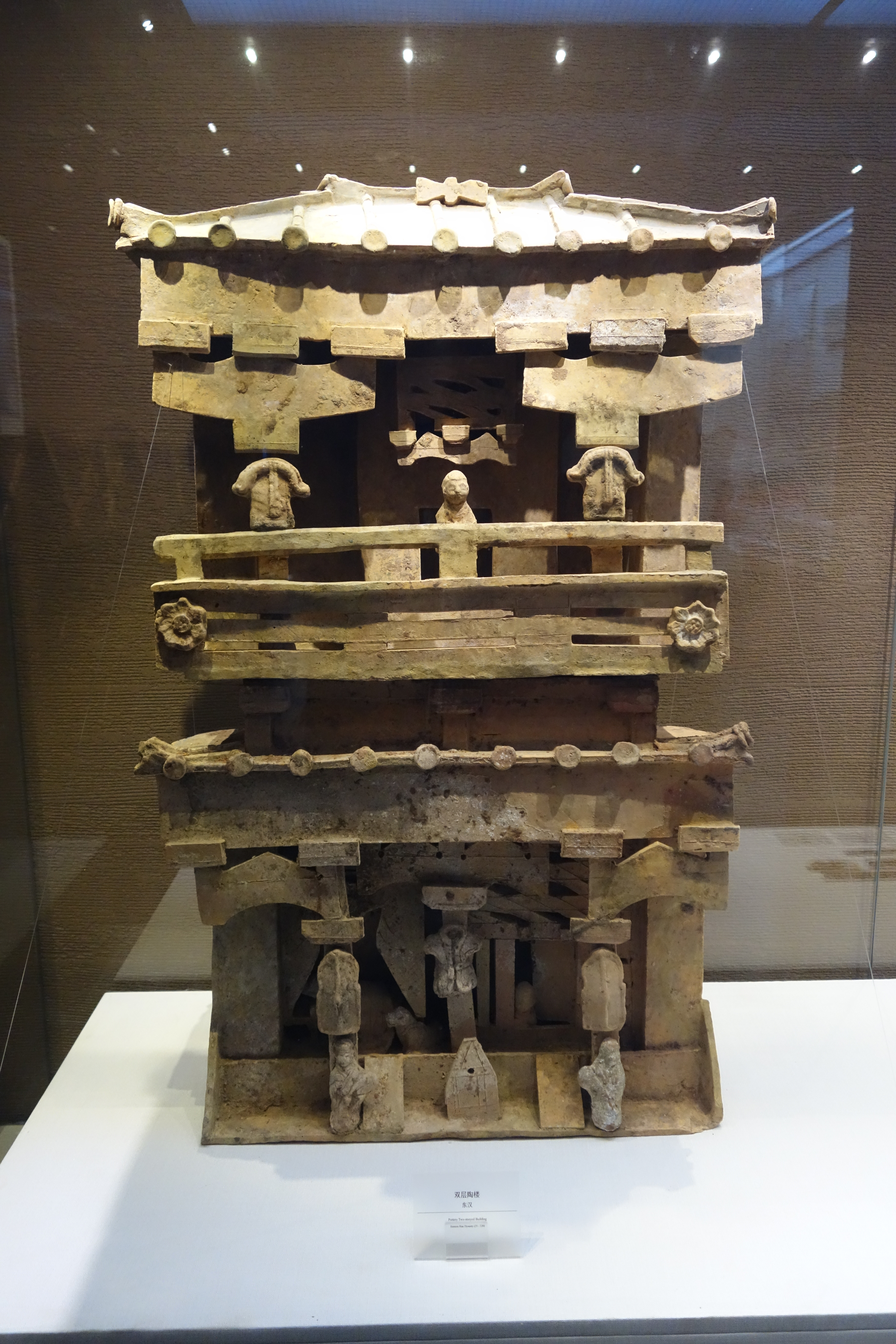
한나라의 도루.

최초의 누각으로 짐작되는 것은 상나라의 중옥(重屋)으로, 중옥은 하늘과 통하는 곳이라고 믿어졌다. 춘추 전국 시대에는 바깥은 나무로 짓고 안쪽은 흙으로 짓는 고대광실(高臺廣室)이 있었는데 이는 초기 형태의 누각이다. 전한 시대까지 제후들은 누대(樓臺, 대사, 臺榭)를 앞다투어 높게 지어 세력을 과시하였다. 하나라 걸왕은 요대(瑤臺)를, 상나라 주왕은 녹대(鹿臺)를, 주나라 문왕은 영대(靈臺)를 세웠다. 또 문왕은 몇 층으로 쌓아 올린 중루(重樓)에서 자신이 치세하는 국토와 적국을 바라보았다. 초나라의 장화대(章華臺)는 흙으로 다진 대 위에 목조 대와 이층짜리 목조 누각을 올린 건축물이었다. 누대는 주변을 조망할 수 있으면서, 연회를 벌이고, 활쏘기를 할 수 있는 곳으로, 바람이 잘 통하고 홍수에도 떠내려가지 않아 견고하였다.
지금처럼 높게 짓는 누각은 한나라 때 도가가 발달하면서부터 등장하였다. 《사기》에 의하면 당시에는 신선들이 누각을 좋아한다고 믿었으며, 연나라와 제나라에도 사람이 신선이 되어 하늘에 올라 구름 위로 솟은 누각에서 영생할 수 있다는 믿음인 육체불사론이 있었다. 대표적으로 전한 무제는 신선이 누각에 산다고 한 공손경의 말을 믿고 통천대(通天臺), 신명대(神明臺), 정간루(井幹樓) 등 대와 누각을 짓게 하였다. 신선을 불러와 신선과 만나고, 무제가 영생할 수 있도록 하기 위함이었다. 이때 누각의 높이는 하늘에 닿을 수 있음을 상징하였다. 한나라 시대 고분에서 누각 모양의 부장품인 도루(陶樓)가 종종 발견된다. 도루는 2~3층에서 7층 정도로 만들어졌다. 도루가 망루, 창루, 희루, 수사 등 다양한 종류로 만들어졌음을 고려하면 누각은 당대에 익숙한 건축양식이었음을 추측할 수 있다. 당시 중국 북방에서는 흙벽과 함께 나무를 가로질러 층층이 쌓아 지었고, 남방에서는 건물 전체를 나무로 하여 지었을 것으로 짐작된다.
위진남북조 시대에는 경쟁적으로 누대를 짓는 풍조가 사라지고, 대신 실용적인 단층 건물을 지었다. 남조에서는 누각을 사찰에 딸린 정원에서나 많이 지었다. 당나라에 와서 누대를 군사적 목적과 풍경을 조망하기 위한 목적으로 짓기 시작하였다.
일본에서는 누각으로 야요이 시대부터 굴립주건물(掘立柱建物) 형태의 망루가 존재하였던 것이 확인된다. 이것은 제전(祭殿)으로도 쓰였다. 아즈치모모야마 시대 이후 일본의 누각은 덴슈라는 독특한 형태로 발전하였다.

## 입지
누각은 자연이 아름다운 곳에, 또는 풍류를 즐기기 위해 세웠다. 궁궐에서 누각은 단독으로 배치되는 건물이나 궁성의 문루로 지어졌다. 중국 정원(원림), 별서 등 정원에서 누각은 잔치를 베풀고 경치를 감상할 수 있도록 하는 공간이었다. 이때 비록 누각은 인공으로 만든 정원에 두었지만, 정원은 그곳이 자연인지 인공인지 구별하기 어렵게 자연에 동화되도록 만드는 공간이었기에 누각에서 바라보는 경관은 자연 그 자체와 같았다. 정원의 연못가에는 누각을 정자와 함께 여러 채 짓기도 하였다.
사찰에서는 누각을 문루이자 불교 행사의 공간으로 사용하였다. 간혹 신분 높은 사람들이 풍경을 바라보는 데에도 쓰였던 것으로 짐작된다. 특별히 산사에서는 안마당에 불전, 승방, 강당, 누각 등 네 동의 건물만 두는 배치를 한 경우가 많았다. 누각은 안마당과 같은 높이, 또는 조금 높은 높이로 지어 올렸고, 양 옆으로 다른 행각을 지어 연결시켰으나 17세기부터는 누각만 단독으로 짓는 경우가 많았다. 산사의 안마당에 누각을 갖춘 결과, 산사로 올라올 때 높은 누각과 마주침으로써 얻는 공간감이 생겨났다.

## 관련 단어
- 마천루: 하늘을 긁는 누각이라는 뜻으로, 높이 200m 이상 또는 50층 이상인 건축물을 말한다.
- 신기루: 신(蜃)이 기운을 토하여 만든 누각이라는 뜻으로, 빛이 밀도가 다른 공기층을 통과하면서 굴절하여 허상을 만드는 현상이다.

## 참고 문헌
- 김동욱 (2015). 《한국건축 중국건축 일본건축》. 경기: 김영사. ISBN 9788934970972.
- 윤장섭 (1999). 《中國의 建築》. 서울: 서울대학교출판부. ISBN 8952100042.
- 자오광차오 (2020) [2018]. 《나무로 집 지은 이야기만은 아니랍니다》. 번역 한동수; 이정아; 차주환. 서울: 미진사. ISBN 9788940806012.
- 팡용 (2019) [2010]. 《중국전통건축》. 번역 탕쿤; 신진호. 서울: 민속원. ISBN 9788928513574.
- 한국전통조경학회 (2009). 《동양조경문화사》. 서울: 대가. ISBN 9788962850239.